# Rút lui
Rút lui là hoạt động quân sự, mô tả hành động đưa quân đội ra khỏi vùng chiến sự hay vùng chiếm đóng. Rút lui dựa trên nền tảng cân nhắc khả năng quân sự hiện tại, một tình huống bất lợi cụ thể. Để tránh một thất bại nặng, nhằm bảo toàn lực lượng cho bước quân sự kế tiếp, người chỉ huy sẽ ra lệnh cho quân của mình rút lui. Rút lui là hành động không được mô tả là tấn công hay phòng thủ, và xét về cấp độ chiến thuật hay chiến lược nó có thể bao gồm cả hai. Rút lui có thể thực hiện ở mức độ một đơn vị nhỏ, hoặc rút lui của toàn bộ một đạo quân ra khỏi một cuộc chiến tranh. Rút lui có thể thực thi thông qua thỏa thuận với quân kẻ thù hoặc không báo trước nhưng thường hành động không báo trước đồng nghĩa không có thỏa thuận hòa bình, quân rút lui có thể bị tổn thất nặng nề nếu bị tấn công phục kích.
Một số đạo quân trong lịch sử không chấp nhận hành động rút lui, điều này được xem như hành động hèn nhát, tương tự như việc đầu hàng. Điển hình như Quân đội Đế quốc Nhật Bản. Điều này cho họ một lợi thế nhất định trong một số sự kiện chiến tranh, quân đội bất chấp mọi tình huống để giành chiến thắng. Nhưng hệ lụy là điều này dẫn tới quân Nhật gần như bị tiêu diệt hoàn toàn trong các trận đánh trong chiến tranh Thái Bình Dương.
Việc rút lui khỏi một cuộc chiến tranh chưa có chiến thắng rõ ràng có thể đem đến nhiều hệ lụy. Một là, sự phản công trở lại của quân đối phương. Hai là, sự phá hủy của uy tín quân sự và chính trị. Trong chiến tranh Việt Nam, việc rút lui của quân đội Mỹ ra khỏi cuộc chiến luôn là vấn đề vướng mắc trong một thời gian dài. Chiến tranh Việt Nam vì vậy đôi khi được mô tả là sự sa lầy của Mỹ. Điều này chỉ được thực thi khi Nixon đạt được "hòa bình trong danh dự".

## Nguyên nhân rút quân

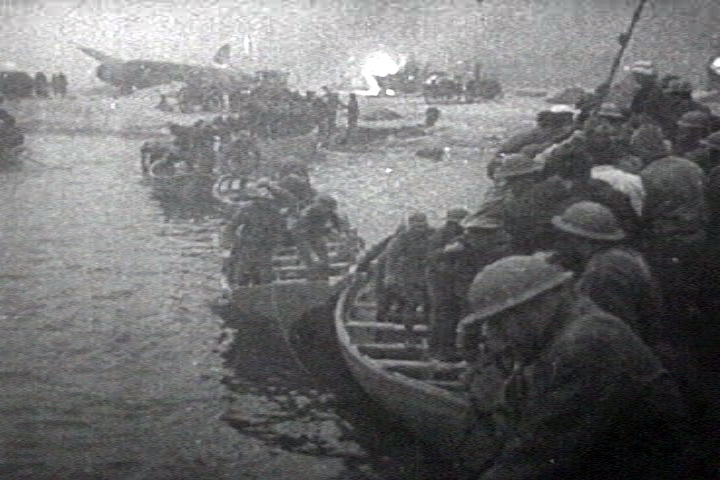
Việc di tản Dunkirk của người Anh (1940)

Việc rút quân có thể do các tình huống sau:
- Tất cả khả năng đạt được mục tiêu của cuộc chiến đã không còn hoặc đã thay đổi;
- Điều kiện địa hình hoặc tình hình chiến thuật không thuận lợi để chiến đấu;
- Có nhu cầu để tăng cường quân đội chiến đấu theo một hướng khác;
- Tình trạng an ninh hậu cần của quân đội không cho phép tiếp tục cuộc chiến;
- Binh lính có nguy cơ bị bao vây.

## Rút lui chiến thuật
Đây là hành động rút lui khi tình huống chiến đấu bất lợi, quân đội chịu thiệt hại nặng nề. Việc rút lui nhằm bảo toàn lực lượng. Đôi khi quyết định rút lui là miễn cưỡng, nhưng rút lui chiến thuật không có nghĩa là bị đánh bại, mặc dù hệ quả thiệt hại có thể được đánh giá và xem xét sau trận đánh.
Loại rút lui nguy hiểm là rút lui trong hỗn loạn, điều này có thể dễ dàng dẫn đến một thất bại nặng nề hơn, và khiến quân số tử thương gia tăng. Vì vậy, nhiều đạo quân đã tổ chức cho các đơn vị quân sự của mình rút lui như một phần của việc huấn luyện. Rút lui sẽ có tổ chức và theo một trình tự, một phần đơn vị đang chiến đấu hoặc một đơn vị viện binh gửi tới sẽ hỗ trợ việc rút lui. Trong khi các đội quân rút lui di chuyển thì sẽ có các đơn vị bố trí để đón. Nhóm rút lui khi đi ngang qua nhóm đón lõng, họ sẽ lùi về tuyến sau và triển khai bố trí để đón nhóm đã đón họ, cứ thay phiên nhau vừa rút vừa che chắn.

### Rút lui giả vờ
Là loại rút lui nguy hiểm. Đây là hoạt động giả vờ thua và tháo chạy, mục đích dẫn quân đối phương vào một điểm phục kích đã chuẩn bị sẵn. Nhưng việc tổ chức không tốt có thể dẫn đến đơn vị quân sự giả vờ có thể thiệt hại trầm trọng.
Đây là chiến thuật thường xuyên được sử dụng bởi quân Mông Cổ trong thế kỷ 13. Với ưu điểm của các lực lượng kỵ binh, quân Mông Cổ sẽ giả vờ thua trong cuộc giao chiến, họ sẽ bỏ chạy để tách các đơn vị quân đối phương. Kỵ binh đối phương sẽ truy đuổi bỏ lại các đơn vị bộ binh phía sau. Việc chia tách này làm yếu đi quân đối phương, tránh các đơn vị bộ binh với thương dài có thể gây nguy hiểm cho ngựa. Sau khi lừa được kỵ binh đối phương, dẫn dụ họ vào một điểm phục kích sẵn, quân Mông Cổ sẽ tiêu diệt họ.
Một số ví dụ của rút quân giả vờ trong lịch sử:
- Trận Hastings, năm 1066.[3]
- Trận đèo Kasserine, năm 1943.

## Rút lui chiến lược
Việc rút lui có thể là hành động đã được xác định từ trước, khi quân phòng bị xác định họ không giữ nổi một vị trí họ sẽ lên kế hoạch rời bỏ từ sớm, việc chiến đấu chỉ là hành động kéo dài thời gian cho đến khi người hay tài sản được mang ra khỏi địa bàn chiến sự, cuộc rút lui sẽ bắt đầu. Ví dụ như Trận Hà Nội vào năm 1946, Quân đội Nhân dân Việt Nam đã không giữ được thủ đô Hà Nội, sau khi vật tư chiến tranh và các tài sản được tẩu tán, họ rút về các vùng rừng núi trung du, tổ chức kháng chiến.

### Rút lui khỏi vùng chiếm đóng
Đây là hành động rút quân ra khỏi một khu vực kiểm soát rộng lớn, hoặc một cơ sở quân sự đang đồn trú. Điều này cho thấy quân đồn giữ không còn đủ sức kiểm soát khu vực. Việc rút lui này có thể gắn kết với hoạt động Tiêu thổ. Loại rút lui này có thể liên quan đến việc thất bại quân sự của lực lượng chiếm đóng, như quân đội Napoleon trong cuộc rút lui khỏi Nga. Hoặc việc rút lui có thể liên quan đến một thỏa thuận hòa bình giữa các bên chiến tranh.
- Chiến dịch Dynamo của quân Đồng minh năm 1939.
- Một số tình huống điển hình là việc rời bỏ Tây Nguyên của Quân lực Việt Nam Cộng hòa năm 1975.[5]
- Cuộc rút lui của quân Iraq khỏi Kuwait vào 1991 trước sự tấn công của Mỹ.